# Siegfried Ikenberg
Siegfried Ikenberg (geboren 26. Oktober 1887 in Ramsbeck; gestorben 1. Juni 1972 in Brüssel) war ein deutscher Richter.

## Leben
Siegfried Ikenberg studierte Rechtswissenschaft und legte 1914 das zweite Staatsexamen ab. Er war Soldat im Ersten Weltkrieg und wurde verwundet und ausgezeichnet. Ab 1923 war er als Landgerichtsrat in Köln tätig und wurde 1930 zum Oberlandesgerichtsrat befördert. Ikenberg war ehrenamtlicher Vorsitzender des Provinzialverbandes für jüdische Wohlfahrtspflege in der Rheinprovinz. 
Nach der Machtübergabe an die Nationalsozialisten wurde er im April 1933 zunächst zwangsweise beurlaubt und dann als Frontkämpfer weiterbeschäftigt. Ende 1935 erhielt er gemäß den Nürnberger Gesetzen ein Berufsverbot. Ikenberg wurde nach der Reichspogromnacht 1938 in das KZ Dachau verschleppt und zur Emigration gezwungen. Mit seiner Ehefrau emigrierte er im April 1939 in die Niederlande und von dort im Februar 1940 in die USA, wo er sich als Buchhalter durchschlug.  
Ikenberg kehrte im Oktober 1951 in die Bundesrepublik Deutschland zurück und wurde wieder als Oberlandesgerichtsrat und später Senatspräsident am Oberlandesgericht Köln tätig, wo er 1955 in Pension ging. Von 1953 bis 1972 war er Mitglied im Pension Advisory Board der Claims Conference. Er wirkte als Rechtsberater für die United Restitution Organization (URO). 
Ikenberg war Gründungsmitglied und zeitweise Vorstandsmitglied der Kölnischen Gesellschaft für Christlich-Jüdische Zusammenarbeit. Er erhielt 1962 das Große Bundesverdienstkreuz. 